# Семенова Наталія Вікторівна
Наталія Вікторівна Фокіна-Семенова  (7 липня 1982) — українська легкоатлетка, дискоболка, призерка чемпіонатів Європи, олімпійка.
Бронзову медаль континентальної першості Наталія виборола на чемпіонаті Європи 2012 у Гельсінкі.
Наталя представляла Україну на Олімпійських іграх 2004, 2008, 2012, 2016 та 2020 року, але щоразу не пробивалася до фіналу змагань.
Особистий рекорд Наталі становить 64 м 70 см.

## Виступи на Олімпіадах
| Олімпіада   | Дисципліна | Результат | Місце |
| Афіни 2004  | Диск       | 58,28     | 24    |
| Пекін 2008  | Диск       | 60,18     | 14    |
| Лондон 2012 | Диск       | 60,61     | 18    |
| Ріо 2016    | Диск       | 58,41     | 15    |